# Drabescus breviolus
Drabescus breviolus är en insektsart som beskrevs av Matsumura 1912. Drabescus breviolus ingår i släktet Drabescus och familjen dvärgstritar. Inga underarter finns listade i Catalogue of Life.